# Ксти
Ксти — деревня в Струго-Красненском районе Псковской области России. Входит в состав сельского поселения «Новосельская волость».

## География
Находится на северо-востоке региона, в южной части района, в лесной местности около руч. Кстевской (Кстинский). Свято-Троицкий (Кстинский) родник почитается как святой источник.
Уличная сеть не развита.

## История
В 1786 г. пустошь Ксти Лужского уезда на руч. Кстевской принадлежала надворному советнику Николаю Никитичу Аничкову и майорше Анне Анарьевне Крекшиной.
В 1941—1944 гг. — в фашистской оккупации.
Согласно Закону Псковской области от 28 февраля 2005 года деревня Ксти вошла в состав образованного муниципального образования Новосельская волость.

## Население
| 2001 | 2002 | 2010 | 2011 |
| ---- | ---- | ---- | ---- |
| 23   | ↘19  | →19  | →19  |

В 1838 г. — 30 жит., в 1882 г. — 14 хоз. и 89 жит., в 1911 г. — 109 жит., в 1926 г. — 23 хоз. и 109 жит. (хутора при дер. — 2 хоз. и 5 жит.), в 1938 г. — 23 дв., в 1941 г. — 21 дв. и 94 жит., в 1948 г. — 20 хоз. и 81 жит., в 1958 г. — 23 хоз. и 71 жит., в 1965 г. — 24 хоз. и 52 жит., в 1975 г. — 17 хоз. и 43 жит., в 2001 г. — 23 жит., в 2002 г. — 19 жит., в 2010 г. — 19 жит., в 2013 г. — 8 хоз. и 15 жит., в 2014 г. — 9 хоз. и 16 жит., в 2015 г. — 9 хоз.и 15 жит.; в 2013 г. — 24 дома, в 2014 г. — 24 дома, из них — 15 дачных и заброшенных домов.

## Инфраструктура
В 1931-41,1944-50 гг. — колхоз «Труженик», в 1950-59 гг. — бригада Ксти колхоза «Труженик».
Квашено-Горское земское училище (1911, 1914, 1916), Квашеногорская начальная школа (1941, 1948), Красногорская семилетняя школа (1950—1962), Красногорская восьмилетняя школа (1962—1989). Кстинский сельский клуб (1959). Кстинская сельская библиотека (1961).

## Транспорт
Деревня доступна по автодороге 58К-366 «Цапелька — Плюсса». Остановка общественного транспорта «Ксти».